# Ferdinand Porsche

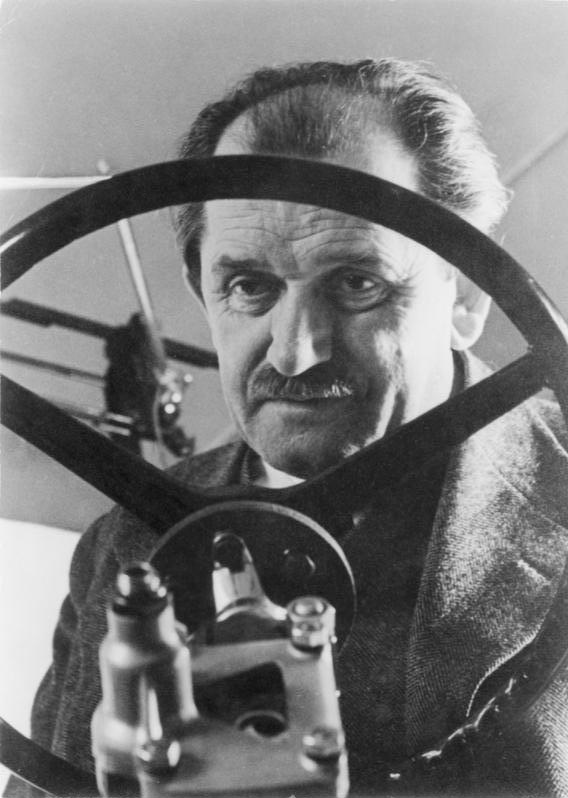
Ferdinand Porsche, 1940

Ferdinand Porsche (* 3. September 1875 in Maffersdorf, Böhmen, Österreich-Ungarn; † 30. Januar 1951 in Stuttgart) war ein österreichischer, tschechoslowakischer und deutscher Automobilkonstrukteur, Ingenieur und Gründer der Firma Porsche in Stuttgart. Er konstruierte unter anderem Auto-Union-Renn- und Volkswagen.

## Leben

### Kindheit und Familie
Ferdinand Porsche wurde als drittes Kind des Spenglers Anton Porsche geboren. Schon früh in seiner Jugend zeigte sich sein außergewöhnliches technisches Talent. So installierte er in der väterlichen Spenglerei eine elektrische Beleuchtungsanlage. Nach der Volksschule begann er eine Lehre im Installateurbetrieb seines Vaters und besuchte in Abendkursen die Reichenberger Staatsgewerbeschule. Abgesehen von theoretischen Vorlesungen an der damaligen TH Wien, die er hörte, ohne eingeschrieben zu sein, besuchte er keine höhere Lehranstalt. 1903 heiratete Porsche Aloisia Johanna Kaes aus Purschau bei Tachau. Ein Jahr später, 1904, wurde das erste Kind, Tochter Louise, geboren, 1909 kam sein Sohn Ferdinand „Ferry“ Porsche zur Welt.

### Erste Entwicklungen

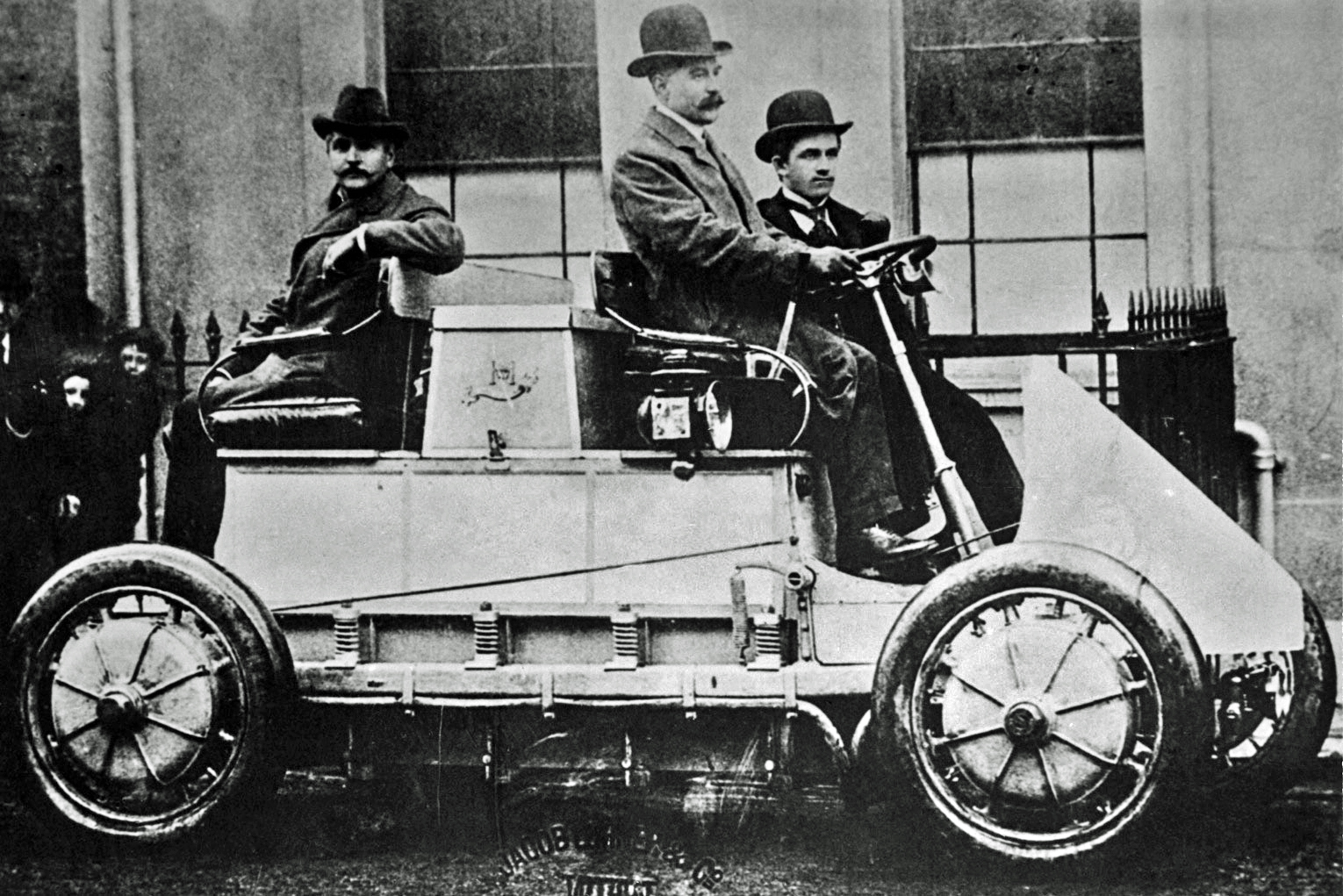
Lohner-Porsche, Rennversion mit Allradantrieb durch Nabenelektromotoren

1893, im Alter von 18 Jahren, trat Porsche in die Elektrotechnikfirma B. Egger & Co. in Wien ein. Dort stieg er in vier Jahren vom Mechaniker zum Leiter der Prüfabteilung auf. In diese Zeit fällt seine Konstruktion des Radnabenelektromotors, auf welchen er 1896 ein Patent anmeldete. 1899 wechselte er zu den Lohner-Werken und baute dort noch im selben Jahr sein erstes Elektroauto, im Jahr darauf das weltweit erste Fahrzeug mit Allradantrieb, den Lohner-Porsche, sowie 1902 auch das erste Hybridfahrzeug der Welt. 1904 verließ er die Lohner-Werke.

### Porsche bei Austro-Daimler

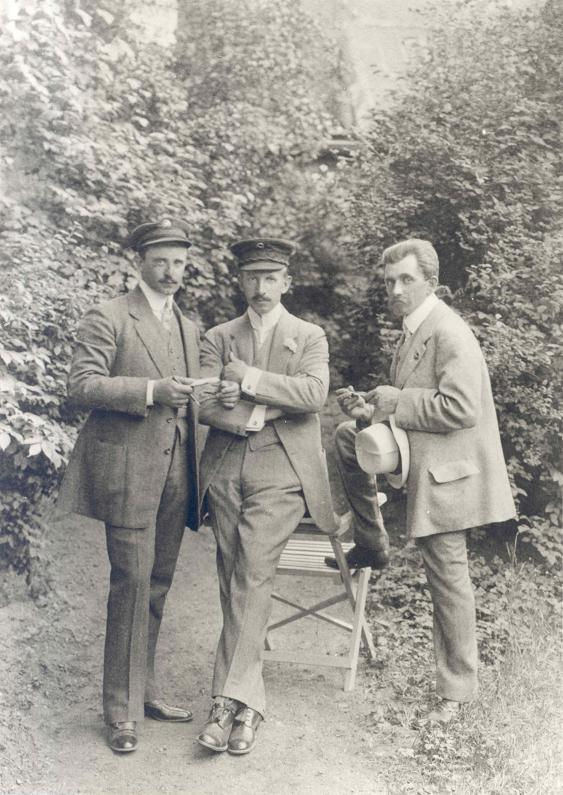
Das „Eiserne Team“: Schönfeldt, Fischer, Porsche (v. l. n. r.)

Lohner wurden Porsches Forschungen zu kostspielig. Daher ging Porsche 1906 als Entwicklungs- und Produktionsleiter und Nachfolger von Paul Daimler zur Österreichischen Daimler-Motoren-Gesellschaft (Austro-Daimler) in Wiener Neustadt. Dort befasste er sich mit der Entwicklung von Personenfahrzeugen, Flugmotoren und Sportwagen. Bereits 1908 erschienen seine ersten Flugmotoren für Luftschiffe und Flugzeuge. 1910 gewann er mit Heinrich Schönfeldt die „Prinz-Heinrich-Fahrt“, eine Zuverlässigkeitsprüfung, mit einem von ihm entworfenen Austro-Daimler, den er selbst steuerte.
Im Ersten Weltkrieg als Direktor eines Rüstungsbetriebes unabkömmlich, konstruierte er den Landwehr-Train (oder auch Elektrischer Train genannt). Dies war eine benzin-elektrisch angetriebene Zugmaschine, die mehrere automatisch gesteuerte Anhänger zog, die von Radnabenelektromotoren angetrieben wurden. Auf Basis dessen wurde unter seiner Leitung auch ein Feldbahnzug, der Austro-Daimler Generatorzug der k.u.k Heeresfeldbahnen entwickelt.
1917 war Porsche zum Generaldirektor von Austro-Daimler bestellt worden. Für seine Verdienste um Österreich wurde Porsche 1917 der Ehrendoktor der TH Wien und das Offizierskreuz des Franz-Joseph-Ordens verliehen. 1918 wurde er zur Erhebung in den Adelsstand vorgeschlagen; aufgrund des Endes der Habsburgermonarchie kam es nicht mehr zu einer Entscheidung.
Nach dem Ersten Weltkrieg (1914–1918) baute er den zweisitzigen Sportwagen Sascha, der die Targa Florio in seiner Klasse gleich gewann. Bis 1922 konnten die Rennwagen bei 52 Starts 51-mal gewinnen. Er votierte für die tschechoslowakische Staatsbürgerschaft, was ihm wegen seines Wohnortes möglich war, weil er dadurch ungehindert im Ausland an Automessen und Rennen teilnehmen konnte. 1923 verließ er Austro-Daimler, nachdem der Vorstand die für die Rennwagenabteilung zur Verfügung stehenden Mittel stark gekürzt hatte.

### Konstruktionsleiter und Vorstandsmitglied bei Daimler

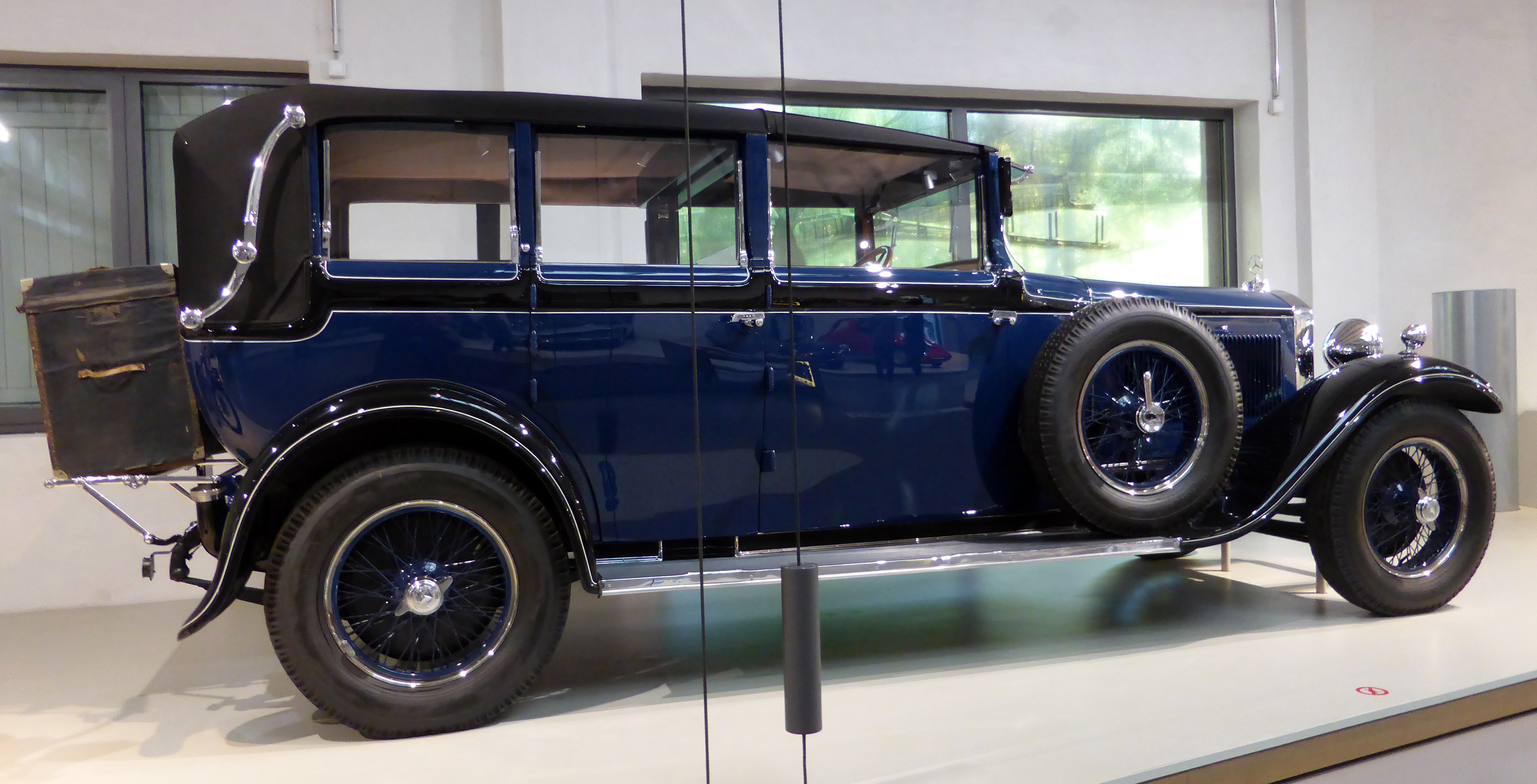
Mercedes-Benz, Typ Nürburg 460, Baujahr 1929

Ab April 1923 arbeitete er in Stuttgart als Leiter des Konstruktionsbüros und Vorstandsmitglied der Daimler-Motoren-Gesellschaft (DMG).
Im selben Jahr ließ er sich von dem Architektenbüro Bonatz und Scholer eine Villa am Feuerbacher Weg 48/50 in Stuttgart bauen, die in den 1930er Jahren mit einer Garagenanlage erweitert wurde. Dort wurden 1935/36 drei Prototypen des „KdF-Wagens“ (VW Käfer) gebaut. Bei der DMG widmete er sich der Weiterentwicklung der Motoraufladung durch mechanische Lader (Kompressor bzw. Roots-Gebläse). Darauf aufbauend entwarf er 1924 zunächst den Mercedes 24/100/140 PS (später Mercedes-Benz Typ 630) und ab 1926 in dem neuen Unternehmen Daimler-Benz die bekannten Sportwagenmodelle Mercedes-Benz Typ S, SS und SSK. In Anerkennung für die Konstruktion der bei der Targa Florio siegreichen Zweiliter-Kompressor-Mercedes verlieh 1924 die Technische Hochschule Stuttgart Porsche die Würde eines Dr.-Ing. ehrenhalber. Seine 1,3-l- und 1,6-l-Modelle erwiesen sich dagegen als herstellungsaufwendig und störanfällig.
Im Jahre 1926 zwang die angespannte wirtschaftliche Lage die Daimler-Motoren-Gesellschaft und Benz & Cie. zur Fusion, wodurch Porsches firmeninterne Position in der neuen Daimler-Benz AG geschwächt wurde. Sein lockerer Führungsstil, die finanziellen Misserfolge der LKW-Modelle sowie größere finanzielle Verbindlichkeiten von ihm gegenüber dem Unternehmen führten 1928 zu einer Nichtverlängerung des Arbeitsvertrages. Da Porsche von einer lebenslangen Anstellung ausging, kam es zu einer juristischen Auseinandersetzung. Diese wurde 1930 mit einem Vergleich beendet. Porsche akzeptierte die Trennung und Daimler-Benz verzichtete auf die Begleichung von Porsches Verbindlichkeiten.
Die Anfang 1929 als technischer Vorstand der Steyr-Werke angetretene Stelle verließ Porsche bereits im April 1930, da seine Position in der neuen Interessengemeinschaft mit Austro-Daimler nicht haltbar war.

### Gründung der Dr. Ing. h.c. F. Porsche GmbH

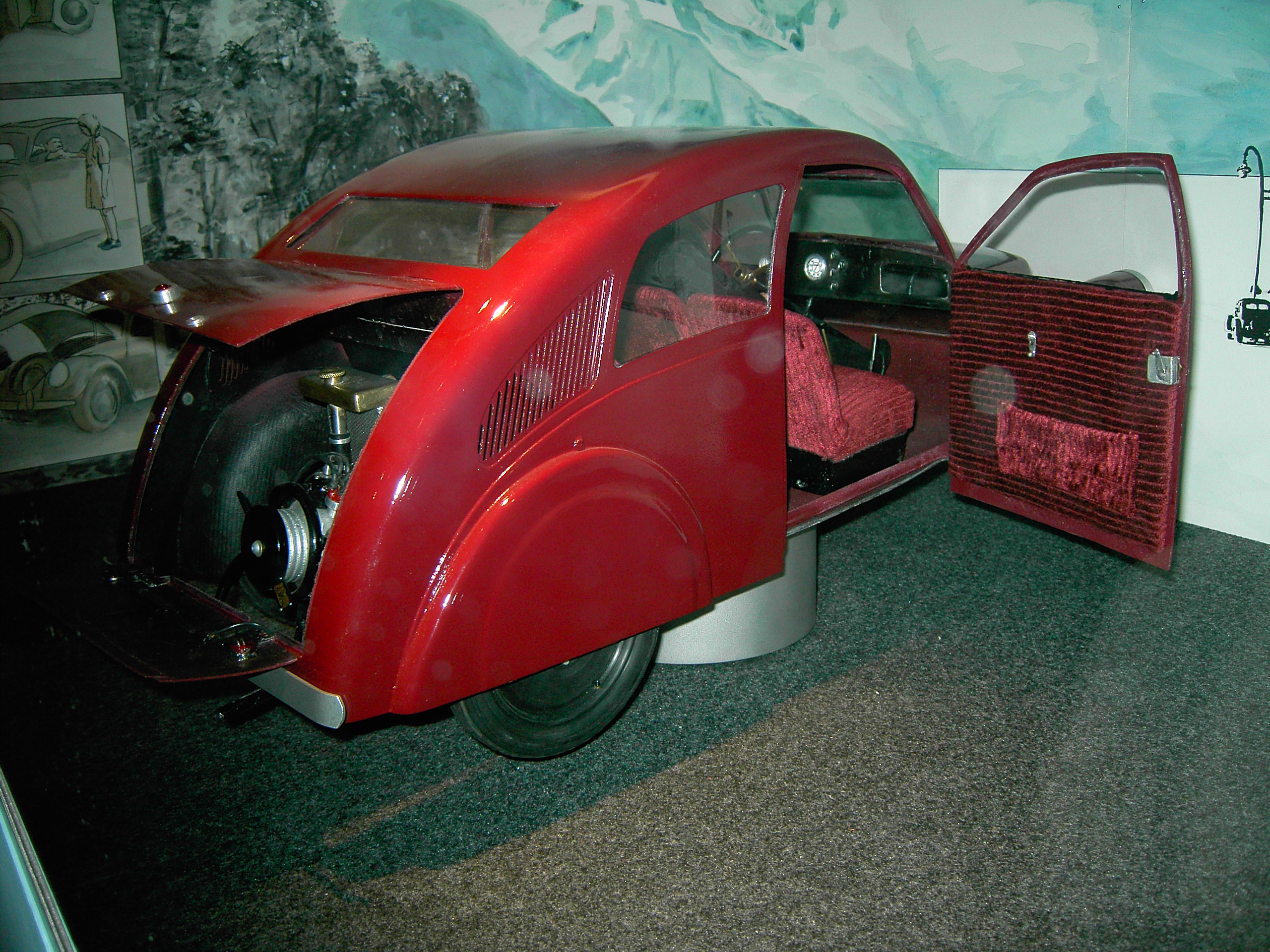
Porsche Typ 12 (Zündapp), rekonstruiertes Modell im Museum Industriekultur, Nürnberg

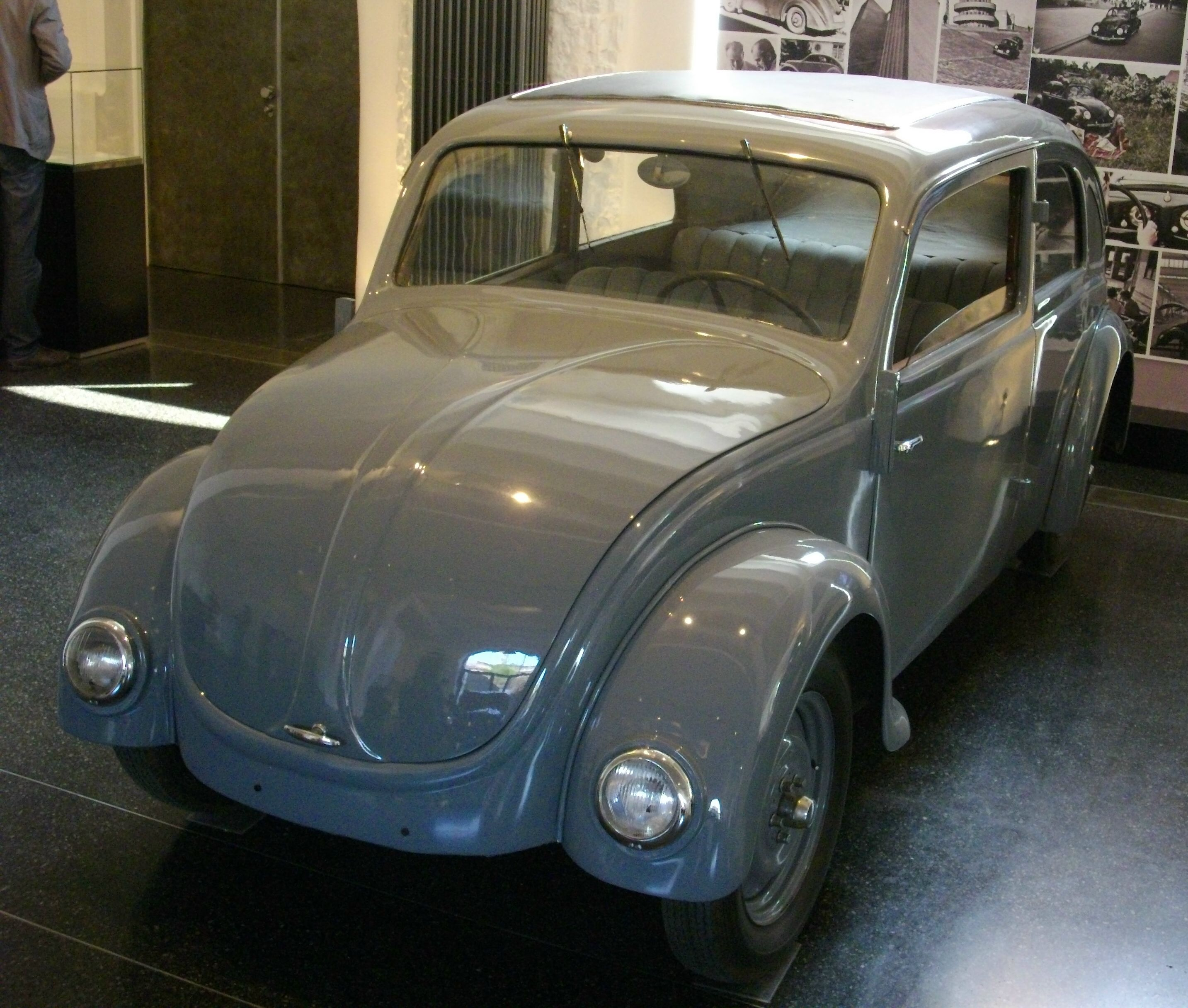
VW-Käfer-Prototyp, von Ferdinand Porsche 1934 bei NSU gebaut

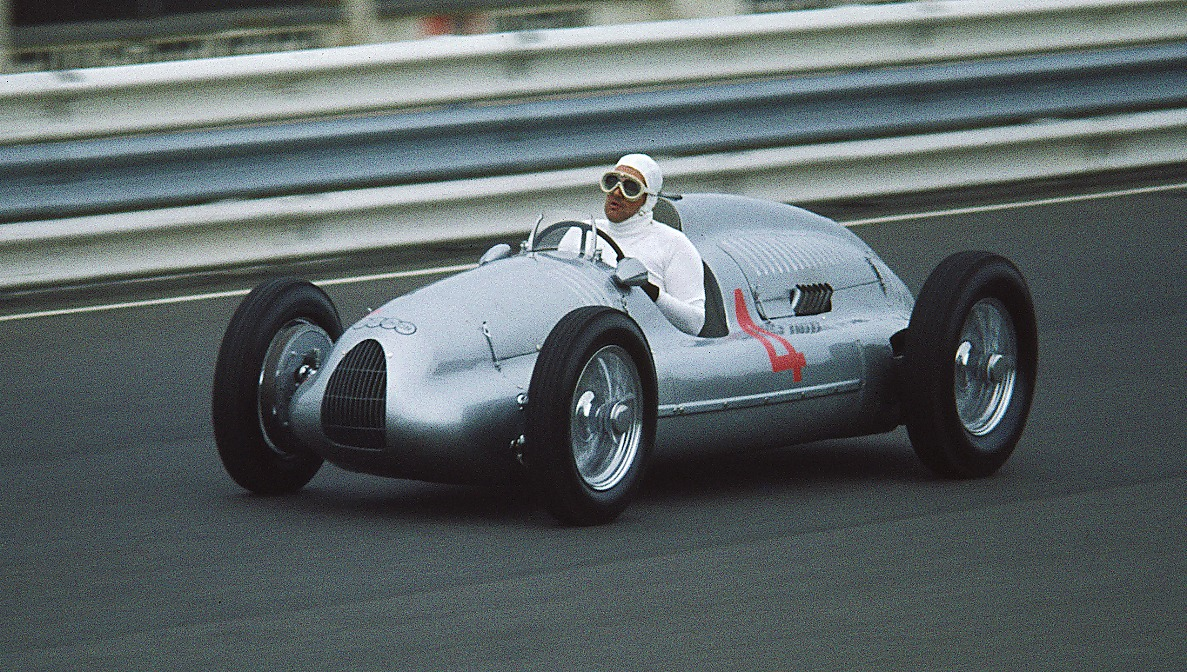
Auto Union Typ D – Grand-Prix-Rennwagen von 1939

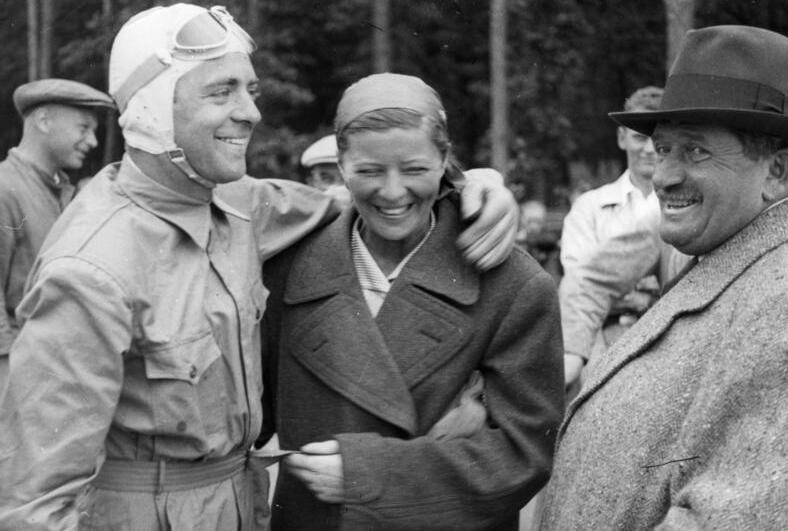
Von links nach rechts: Bernd Rosemeyer, Elly Beinhorn und Ferdinand Porsche (1937)

Porsche machte sich daher selbständig und eröffnete am 1. Dezember 1930 ein Konstruktionsbüro, das am 25. April 1931 als „Dr. Ing. h. c. F. Porsche GmbH, Konstruktionen und Beratung für Motoren und Fahrzeuge“ mit Sitz in der Stuttgarter Kronenstraße 24, im Register für Gesellschaftsfirmen eingetragen wurde. Die Firmenanteile lagen zu 80 % bei Porsche, zu 10 % bei dem jüdischen Kaufmann und Rennfahrer Adolf Rosenberger und zu 10 % bei seinem Schwiegersohn, dem Wiener Rechtsanwalt Anton Piëch. Ein Angebot der Sowjetunion, erster Konstrukteur zu werden, schlug er 1932 aus. Zur Mannschaft von Technikern und Ingenieuren des Büros gehörten neben seinem Sohn Ferry Porsche unter anderem:
- Karl Rabe, Oberingenieur
- Karl Fröhlich, Getriebefachmann
- Josef Kales, Motorenspezialist und
- Josef Zahradnik, Spezialist für Achskonstruktionen.

Spätere Mitarbeiter waren:
- Erwin Komenda, Automobildesigner
- Josef Mickl, Aerodynamikspezialist
- Franz Xaver Reimspieß, Motoreningenieur

Adolf Rosenberger sorgte dafür, dass trotz Auftragsmangel und Porsches Hang zu teuren Konstruktionen das Büro die Anfangszeit finanziell überstand, schied aber schon am 31. Januar 1933 aus der Geschäftsleitung aus. Baron Hans von Veyder-Malberg wurde neuer kaufmännischer Leiter und mit zehn Prozent Beteiligung neuer Gesellschafter. Am 30. Juli 1935 trat Rosenberger seine zehnprozentigen Gesellschafteranteile der Porsche GmbH zum Nominalwert und damit stark unter dem damaligen Marktwert an Ferry Porsche ab.
Über den Verkauf der Anteile schrieb Rosenberger in den Jahren nach dem Zweiten Weltkrieg an seine Anwälte wörtlich: „Es wurde mir vorgehalten, dass ein Wimpel … als judenreiner Betrieb nicht gegeben würde, solange ich Gesellschafter bin. (…) Ich unterstelle den Herren Porsche und Piëch zumindest keinen persönlichen Antisemitismus. Wie jedoch bereits geschildert, haben sie sich meiner Mitgliedschaft als Jude bedient, um mich billig los zu werden.“ Die Dokumente werden von der mit Rosenberger befreundeten Familie Esslinger in Los Angeles aufbewahrt.
Als einer der ersten Aufträge entwickelte das Konstruktionsbüro 1931 einen Kleinwagen (Porsche Typ 12) für Zündapp in Nürnberg. Anm.: Die Zählung der Porsche-Entwicklungen begann mit der 7, vermutlich um bei Auftraggebern ein größeres Vertrauen in die junge Firma zu erzeugen.
Der Wagen war zunächst mit einem Ein-Liter-Motor geplant; der Prototyp hatte einen wassergekühlten 1,2-Liter-Fünfzylinder-Sternmotor. Später wurde für NSU der Mittelklassewagen Porsche Typ 32 entworfen, der bereits viele Gemeinsamkeiten mit dem VW Käfer aufwies: Der NSU-Porsche hatte ebenfalls einen luftgekühlten Vierzylinder-Boxermotor im Heck und die patentierte Porsche-Drehstabfederung. Diese Fahrzeuge gingen allerdings aufgrund zu hoher Produktionskosten nicht in Serienfertigung, womit die Aufträge wenig lukrativ waren. Das Gleiche galt auch für die Konstruktion eines Zwei-Liter-Tourenwagens für Wanderer. Dafür war ab 1933 die Entwicklung des Grand-Prix-Rennwagens, der Auto-Union-Rennwagen, mit einem 16-Zylinder-Mittelmotor – damals Heckmotor genannt – sehr erfolgreich.

### Entwicklung des KdF-Wagens und Aufbau des Volkswagenwerkes

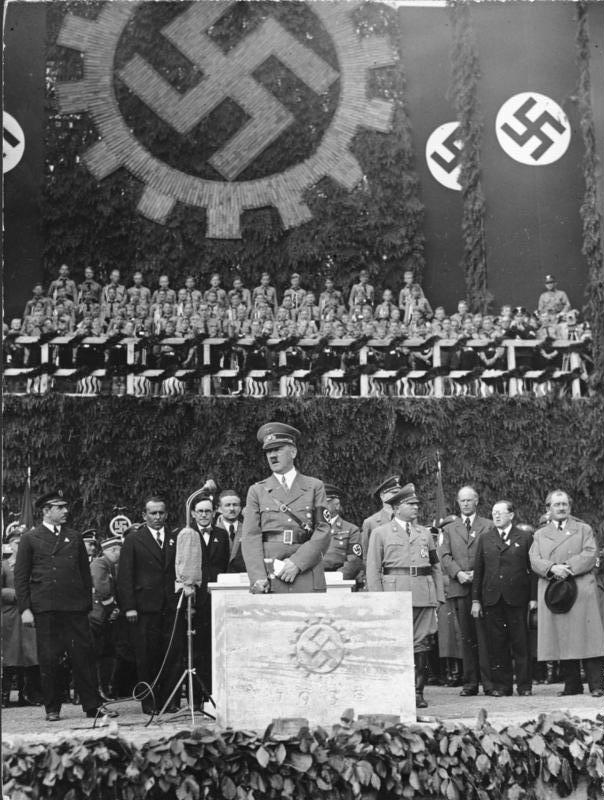
26. Mai 1938: Grundsteinlegung des Volkswagenwerkes durch Adolf Hitler. Vorne rechts Ferdinand Porsche

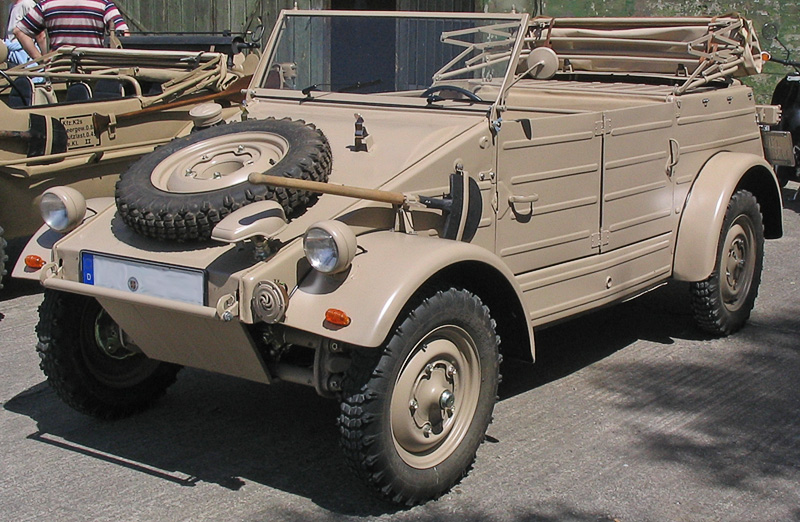
VW Kübelwagen

Ab 1934 konstruierte Porsche mit seinem Büro im Auftrag des Reichsverbandes der Automobilindustrie den deutschen Volkswagen, später auch KdF-Wagen beziehungsweise VW Käfer genannt. Die Konstruktion des Käfers greift auf Entwürfe von Béla Barényi und Hans Ledwinka von Tatra zurück, denen später mehrere Patente zugesprochen wurden. Der Wagen sollte gemäß Vorgaben von Adolf Hitler weniger als 1000 RM kosten. Aufgrund der guten Ertragslage änderte Porsche 1937 die Rechtsform seines Ingenieurbüros in eine Kommanditgesellschaft. Veyder-Malberg wurde ausbezahlt. Teilhaber waren nun seine Kinder Ferry mit 15 % und Louise mit 5 % sowie deren Ehemann Anton Piëch mit 10 %. Neben dem KdF-Wagen war Porsche 1937 mit der Entwicklung eines „Volkstraktors“ beauftragt worden.
Ab 1938 war Ferdinand Porsche zusätzlich Hauptgeschäftsführer und Mitglied des Aufsichtsrats der Volkswagenwerk G.m.b.H. mit Sitz in Berlin-Charlottenburg, die den KdF-Wagen produzieren sollte und aus der „Gesellschaft zur Vorbereitung des Deutschen Volkswagens m.b.H.“ (GeZuVor) hervorging. Dem Aufbau des Volkswagenwerkes bei Fallersleben als modernstem Automobilwerk Europas galt in den folgenden Jahren sein Engagement. Der KdF-Wagen, auf den viele Menschen gespart hatten, wurde allerdings nie ausgeliefert, sondern die Technik, die Porsche mitentwickelt hatte, wurde im Kübelwagen und im Schwimmwagen der Wehrmacht verwendet.
Seinen Schwiegersohn, den Wiener Rechtsanwalt Anton Piëch, machte Porsche als Werksleiter zu seiner rechten Hand. In diesen Funktionen sorgten beide dafür, dass das familieneigene Konstruktionsbüro in Stuttgart, das praktisch die Konstruktionsabteilung des Volkswagenwerks war, immer lukrative Aufträge erhielt. Während des Zweiten Weltkriegs wurde durch ihn das Volkswagenwerk auf die Produktion von Rüstungsgütern, unter anderem auch die „Vergeltungswaffe“ V1, umgestellt. 1943 übernahm das Volkswagenwerk auf Initiative des Hauptgeschäftsführers Porsche die unternehmerische Verantwortung bei Peugeot im Deutsch besetzten Frankreich.

### Porsches Rolle im Dritten Reich

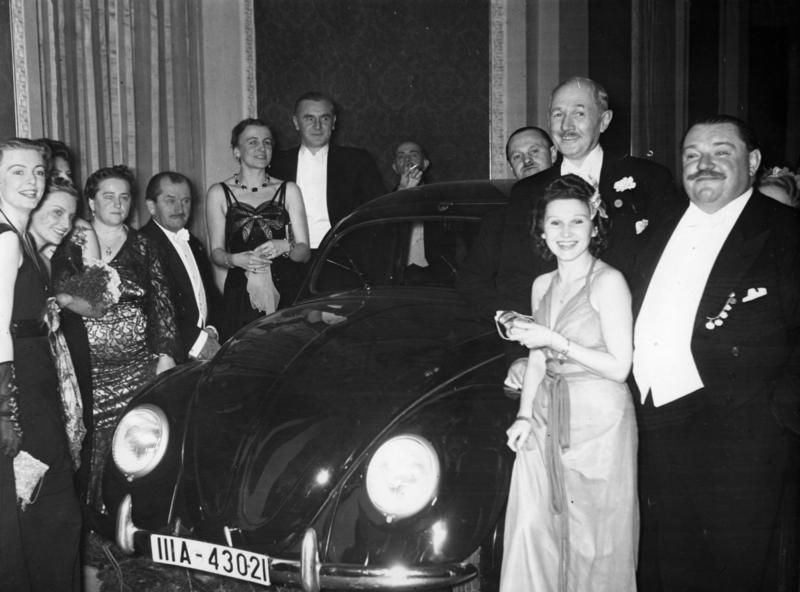
Ferdinand Porsche (5. v. l.) beim Presseball 1939, wo er Elsa Ellinghausen (6. v. l.) zum Gewinn dieses Volkswagens gratuliert. Mit dabei Bengt Berg (3. v. r.) und Heinrich George (r.).

Im Jahr 1934 legte Ferdinand Porsche auf Drängen Hitlers die tschechoslowakische Staatsangehörigkeit ab und nahm die deutsche an. Porsche beantragte am 8. Oktober 1937 die Aufnahme in die NSDAP und wurde rückwirkend zum 1. Mai desselben Jahres aufgenommen (Mitgliedsnummer 5.643.287). 1938 wurde er zusammen mit Ernst Heinkel, Willy Messerschmitt und Fritz Todt mit dem 1937 von Hitler neu gestifteten Deutschen Nationalpreis für Kunst und Wissenschaft ausgezeichnet. 1938 erhielt er das Ehrenband der Burschenschaft Bruna Sudetia Wien, bei dem auch sein Schwiegersohn Anton Piëch Mitglied war. Auch hatte er den „Anschluss“ Österreichs befürwortet. 1940 wurde Porsche zum Honorarprofessor an der Technischen Hochschule Stuttgart ernannt. Mit Wirkung vom 30. Januar 1942 wurde Porsche ehrenhalber als SS-Oberführer in die Allgemeine SS aufgenommen, was ihn nicht daran hinderte, bei allen Anlässen in Zivil gekleidet zu sein. Außerdem wurden ihm 1942 das Kriegsverdienstkreuz I. Klasse und im März 1944 der Totenkopfring des Reichsführers SS verliehen. Der Totenkopfring galt zu diesem Zeitpunkt aber nicht mehr als hohe Auszeichnung. Porsche, 1939 zum Wehrwirtschaftsführer ernannt, engagierte sich stark in der Kriegsindustrie. Im selben Jahr wurde er mit der Grashof-Denkmünze des Vereins Deutscher Ingenieure ausgezeichnet. Von 1941 bis 1943 wurde er zum Vorsitzenden der Panzerkommission – eine Spitzenposition in der Kriegswirtschaft – bestellt. Später wurde er in den Rüstungsrat berufen. Als Hitlers Lieblingsingenieur war er unter anderem an der Entwicklung des Panzerkampfwagen VI Tiger beteiligt. 1942 übernahm Ferdinand Porsche die Schirmherrschaft über die Prüf- und Versuchsabteilung (Pruva), der „Kraftfahrtechnischen Lehranstalt der Waffen-SS“ (KTL) in der SS-Kaserne Wien-Schönbrunn. Die „Pruva“ der KTL Wien betrieb unter anderem im Volkswagenwerk in der Stadt des KdF-Wagens bei Fallersleben eine Außenstelle, welche sich mit der Weiterentwicklung des schwimmfähigen Volkswagens Typ 166 befasste. Auf den Fahrwerken von Porsches Prototypen wurde schließlich der nach ihm benannte Panzerjäger Ferdinand aufgebaut. Der lediglich in Kleinserie produzierte Ferdinand war zu schwer für den von Porsche konzipierten petro-elektrischen Antrieb, dessen Störanfälligkeit dazu führte, dass mehr Exemplare aufgegeben als im Kampf zerstört wurden. Zuletzt entwickelte er noch den überschweren Panzerkampfwagen VIII Maus, der über das Stadium zweier Prototypen nicht hinauskam.

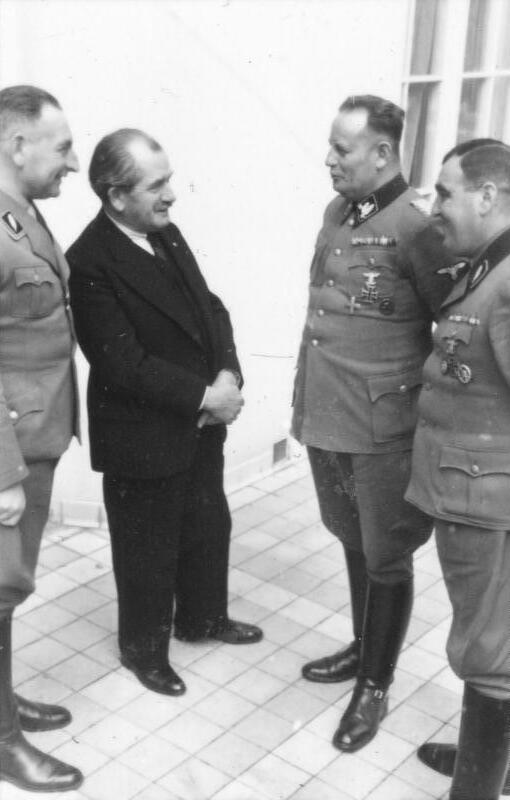
Ferdinand Porsche, Zweiter von links, u. a. mit SS-Brigadeführer Walter Krüger zur Eröffnung im Hof der Technischen Führerkorps-Schule, Wien, 1941.

Um seine Ziele zu erreichen, war Porsche stets bereit, alle Mittel in Anspruch zu nehmen, die das NS-Regime ihm bot, und alle persönlichen Kontakte zu Hitler und Himmler zwecks Unterstützung zu aktivieren. Mit großer Loyalität, nicht uneigennützig, setzte er damit seine großen Fähigkeiten auch für die Kriegspolitik der NS-Diktatur ein.
Für den weiteren Ausbau des Werkes im Krieg als Rüstungsbetrieb forderte Porsche im Oktober 1941 als einer der ersten Wirtschaftsführer beim Reichsführer SS Heinrich Himmler persönlich sowjetische Kriegsgefangene als Zwangsarbeiter an. 1942 bestellte er bei Hitler selbst KZ-Häftlinge zum Bau einer neuen Leichtmetallgießerei bei VW. Etwa 20.000 Menschen – zwei Drittel aller während des Zweiten Weltkriegs im VW-Werk Arbeitenden – waren Zwangsarbeiter aus Polen, der Sowjetunion, Italien, Frankreich, Belgien und den Niederlanden sowie deutsche „Wehrmachtstrafgefangene“ und Häftlinge des KZ Arbeitsdorf. Letzteres bestand von 1942 bis 1945 in Wolfsburg. Unvollständigen Listen zufolge kamen in Wolfsburg etwa 500 Kriegsgefangene, Verschleppte und KZ-Häftlinge ums Leben. In Rühen, nahe den VW-Werken, ließ die Betriebsleitung, also auch Porsche, eine „Ausländerkinder-Pflegestätte“ für die Kinder der Zwangsarbeiter errichten – wie es Fritz Sauckel als Generalbevollmächtigter für den Arbeitseinsatz angeordnet hatte. Hunderte Kinder starben, kaum eines überlebte. Der SS-Arzt Hans Körbel, der deswegen als Kriegsverbrecher angeklagt und am 7. März 1947 im Zuchthaus Hameln hingerichtet wurde, sagte in seinem Prozess, dass er Porsche Ende 1944 auf einer Direktorenkonferenz über die Situation in dem „Heim“ in Kenntnis gesetzt habe. Soweit bekannt, unternahm Porsche nichts.
„Noch im Februar 1945 ließ Porsche KZ-Opfer aus Buchenwald herbeischaffen. Sie sollten in Eschershausen bei Holzminden die Stollen ausbauen, in die er seine Rüstungsproduktion verlegen wollte“, schreibt die Frankfurter Historikerin Ursula Krause-Schmitt. Mommsen schreibt zu diesem Zeitraum: 

„Ferdinand Porsche war zuletzt am 11. Januar 1945 in der Stadt des KdF-Wagens gewesen und zog sich offensichtlich resigniert nach Österreich zurück, wo er das Kriegsende auf dem Schüttgut in Zell am See erlebte.“

### Nach dem Zweiten Weltkrieg

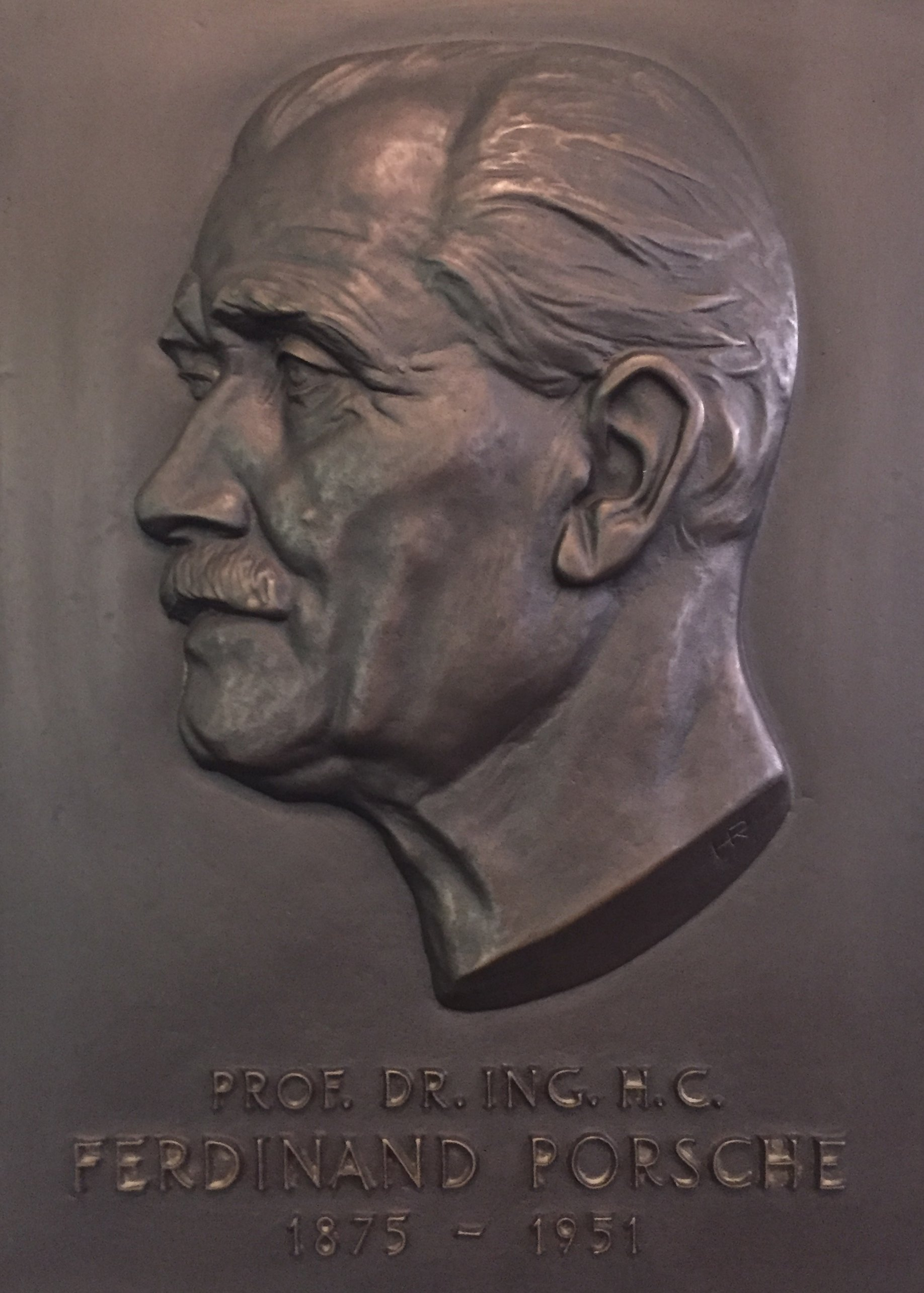
Plastik von Ferdinand Porsche

Am Ende des Zweiten Weltkrieges (1939–1945) hielt sich Porsche in Österreich in Gmünd und Zell am See auf, wohin er sich schon im Januar 1945 zurückgezogen hatte und wo sich auch seine Kinder Louise und Ferry sowie das 1944 ausgelagerte Konstruktionsbüro befanden. Auf Betreiben des französischen Justizministers Pierre-Henri Teitgen wurde er nach einer Einladung durch den französischen Industrieminister Marcel Paul im Dezember 1945 zusammen mit Ferry Porsche und Anton Piëch in Baden-Baden in Haft genommen. Ihnen wurde vorgeworfen, während der Besetzung Frankreichs die Deportation französischer Arbeiter nach Fallersleben und die Verschleppung von Direktoren der Firma Peugeot in ein Konzentrationslager veranlasst zu haben. Außerdem wurden sie verantwortlich gemacht für die Demontage und Verlagerung von Maschinen und Werkzeug der Firma Peugeot ins Volkswagenwerk. Ferry Porsche wurde nach drei Monaten aus der Haft entlassen, Ferdinand Porsche und Anton Piëch verbrachten 22 Monate in französischen Gefängnissen. Sie wurden nach Zahlung einer Kaution im August 1947 entlassen. Durch eine Vielzahl von Zeugenaussagen konnte Porsche vor einem ordentlichen französischen Gericht 1948 einen Freispruch erreichen, da ihm keine Verantwortung für die vorgeworfenen Vergehen und Verbrechen zuerkannt wurde. Sein Antrag auf Zuerkennung der österreichischen Staatsbürgerschaft wurde abgelehnt, weil das bis 1956 wegen des Nationalsozialistengesetzes für 1933 bis 1938 ins Deutsche Reich eingebürgerte Personen verboten war.
Am 10. Juni 1949 füllte Porsche seinen Meldebogen für das Entnazifizierungsverfahren aus. Nach der Einstellung seines Verfahrens vor der Zentralspruchkammer Nord-Württemberg am 30. August 1949, wodurch für ihn die Verfahrenskosten in Höhe von rund 37.000 DM entfielen, kam Porsche aus Österreich zurück nach Stuttgart.
Im September 1948 schloss Ferry Porsche mit dem Volkswagen-Werk unter Leitung des neuen Generaldirektors Heinrich Nordhoff einen ersten Vertrag. Die zuvor bestehende Generalbeauftragung für alle VW-Entwicklungsarbeiten ersetzte eine fallweise und frei aushandelbare Auftragserteilung. Außerdem wurde neben der Festlegung eines Konkurrenzverbotes für die Benutzung der Patente Porsches eine Lizenzgebühr von 0,1 % des Bruttolistenpreises, was z. B. 1950 bei der Standardausführung eines Käfers einem Betrag von 5 DM entsprach, vereinbart. Im Dezember 1949 folgte ein neues Abkommen mit einer Lizenzgebühr von 1 % des Bruttoverkaufspreises der Standardausführung. Für die Zusammenarbeit mit VW bei der Weiterentwicklung des VW-Käfers wurde eine monatliche Vergütung von 40.000 DM und die Alleinvertretung von Volkswagen in Österreich vereinbart. Dies bildete eine finanzielle Basis für das Stuttgarter Autowerk Dr. Ing. h. c. F. Porsche KG und die österreichische Pkw-Handelsgesellschaft Porsche Holding.

### Tod und Andenken

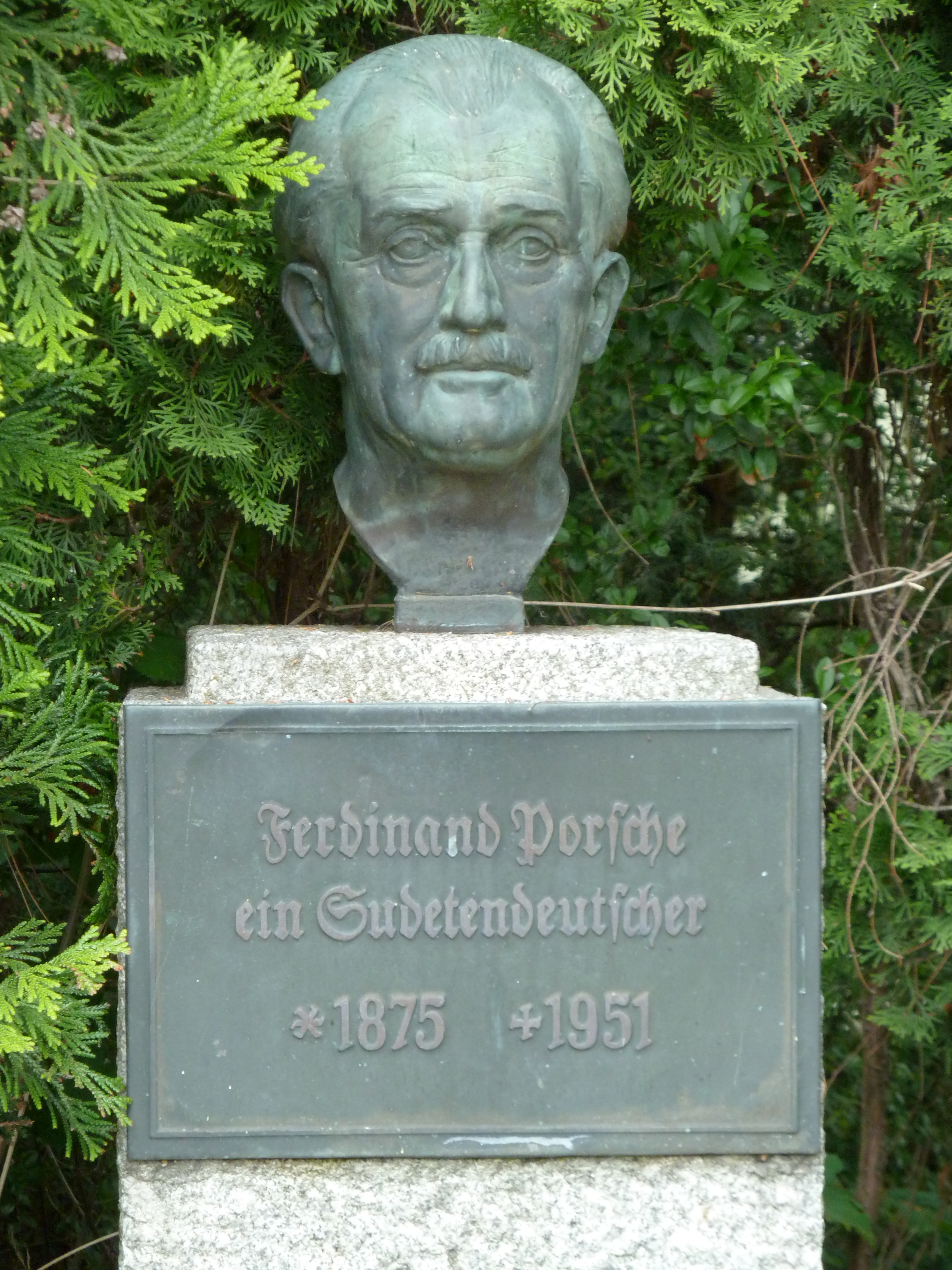
Büste in Neugablonz

Im Januar 1951 starb Ferdinand Porsche in Stuttgart im 76. Lebensjahr. Sein Grab befindet sich in Zell am See, wo seine Urne in der Hauskapelle des Schüttgutes beigesetzt ist. Sein Lebenswerk zeigen das Porsche-Museum in Stuttgart, das Porsche-Automuseum-Gmünd und eine Ausstellung in seinem Geburtshaus in Vratislavice nad Nisou. Auch ein Museum seines Enkels Ernst Piech in Mattsee erinnert an ihn.
Die Verstrickungen Porsches mit dem NS-Regime werden unterschiedlich beurteilt. Der Bochumer Historiker Hans Mommsen, der im Auftrag der Volkswagen AG ein Forschungsprojekt zur VW-Geschichte leitete, bezeichnete Porsche als „Technokrat, der sicherlich kein Kriegsverbrecher gewesen ist“. Kritiker und Parteimitglieder der Grünen im Rat der Stadt Wolfsburg von 1988 schrieben Porsche dagegen auch eine persönliche Mitschuld am Leiden von Zwangsarbeitern und KZ-Häftlingen zu.
1977 wurde in Wien-Liesing die Porschestraße nach ihm benannt. 2010 wurde in Klagenfurt nach Vorlage eines Kommissionsberichts zu den Straßennamen die Prof.-Porsche-Straße in Porschestraße (nach dem von Porsche entwickelten Auto) umbenannt.
In Wolfsburg erinnern mehrere Bauwerke und ein Denkmal an Porsche. 1951 – nur wenige Stunden nach Porsches Tod – erhielt die neu errichtete Haupteinkaufsstraße den Namen Porschestraße. Eine bis 2014 bestehende Realschule hieß Ferdinand-Porsche-Realschule, ein Stadion heißt Porsche-Stadion. Am Rathaus steht eine Bronzebüste Ferdinand Porsches.
Das Geburtshaus von Ferdinand Porsche in Maffersdorf/Vratislavice nad Nisou (einem Stadtteil von Reichenberg/Liberec) wurde 2011 von Škoda erworben und 2015 abgerissen, neu aufgebaut und als Museum mit einer Ausstellung über Porsche gestaltet. Am Gebäude ist seit 9. September 2000 eine Gedenktafel des Künstlers Ubbo Enninga aus Stuttgart angebracht.
Am 22. Dezember 2022 beschloss der Stadtsenat von Linz basierend auf dem Linzer Straßennamenbericht, dass vier als besonders bedenklich eingestufte Straßennamen geändert werden. Darunter der 1954 benannte Porscheweg (zwischen Siemens- und Daimlerstraße), weil der Namensgeber „eine zentrale Funktion in der NS-Kriegswirtschaft“ einnahm und „aktiv die Zwangsarbeit förderte“. Mit Stadtsenatsbeschluss vom 2. März 2023 wurde der Porscheweg ab 3. April 2023 in Wittgensteinweg umbenannt.
Von 18. Juli 2025 bis 11. Januar 2026 thematisiert das Sudetendeutsche Museum München zum Anlass von Porsches 150. Geburtstag sein Wirken und Schaffen in einer Sonderausstellung mit dem Titel „Ferdinand Porsche und andere Pioniere. Wegbereiter der Mobilität aus Böhmen und Mähren“.

## Erbe
Das Unternehmen seines Sohnes Ferry Porsche, die Dr. Ing. h. c. F. Porsche AG, ist heute einer der bekanntesten Hersteller von Sportwagen. Seine Tochter Louise Piëch (1904–1999) leitete von 1952 bis 1971 die Porsche Holding GmbH, Salzburg, die die Alleinvertretungsrechte von Volkswagen in Österreich besitzt. Sein Enkel Ferdinand Alexander Porsche (1935–2012) entwarf den Porsche 911, gründete die Porsche Design GmbH und war Aufsichtsratsvorsitzender der Porsche AG von 1990 bis 1993. Wolfgang Porsche, jüngster Sohn von Ferry Porsche, übernahm den Vorsitz des Aufsichtsrats von Porsche im Jahr 2007. Der Enkel Ferdinand Piëch (1937–2019) war von 1993 bis 2002 Vorstandsvorsitzender und anschließend bis 2015 Aufsichtsratsvorsitzender der Volkswagen AG.

## Wichtige Entwicklungen
- Radnabenmotor (1897)
- Lohner-Porsche-Elektromobil (1899)
- Drehstabfederung (Patent 1931)
- Mittelmotorbauweise in Rennwagen (1933)
- Getriebesynchronisierung: Porsche-Synchronisierung (Patent 1953)